# Kralovice
Kralovice (niem. Kralowitz) − miasto w Czechach, w kraju pilzneńskim. Według danych z 31 grudnia 2003 powierzchnia miasta wynosiła 3 979 ha, a liczba jego mieszkańców 3 526 osób.

## Demografia
| Rok             | 1970  | 1980  | 1991  | 2001  | 2003  |
| --------------- | ----- | ----- | ----- | ----- | ----- |
| Liczba ludności | 3 081 | 3 224 | 3 340 | 3 490 | 3 526 |

Źródło: Czeski Urząd Statystyczny